# Marie-Thérèse Fortin
Pour les articles homonymes, voir Fortin.
Marie-Thérèse Fortin est une comédienne québécoise, née le 14 avril 1959 à Saint-Octave-de-Métis, dans la région du Bas-St-Laurent au Québec. Elle a été directrice artistique et codirectrice générale du Théâtre du Trident à Québec de 1998 à 2003 et du Théâtre d'Aujourd'hui de 2004 à 2012. Elle est surtout connue pour son rôle de Claire Hamelin dans la série télévisée Mémoires vives, pour celui de Françoise Langevin dans le monde de Charlotte et ainsi que pour de nombreux rôles marquants au cinéma, à la télé et au théâtre.

## Biographie
Elle est diplômée du Conservatoire d'art dramatique de Québec de l'année 1982. Marie-Thérèse Fortin joue aussi bien à la télévision, qu'au cinéma ou au théâtre.
À sa sortie du conservatoire, elle se produit d'abord principalement dans des créations théâtrales présentées à Québec. Ainsi, elle a tenu des rôles principaux dans une cinquantaine de pièces à Québec dont Les Troyennes, Andromaque, Agnès de Dieu, Méphisto, Le Songe d'une nuit d'été, Les Bonnes, Bousille et les justes, Les Belles-sœurs, Les Muses orphelines, Inventaire, Le Jeu de l'amour et du hasard, Le Malade imaginaire, Lucky Lady. Elle tient le rôle titre dans Elizabeth, roi d’Angleterre présenté en 2008 au Théâtre du Nouveau Monde qui lui a valu le prix Gascon-Roux d’interprétation féminine. Elle est aussi de la distribution des Belles-sœurs, une adaptation musicale de la pièce de Michel Tremblay par Daniel Bélanger et René Richard Cyr qui a été présenté en tournée au Québec et à Paris. Marie-Thérèse Fortin est également chanteuse et elle a tenu l'affiche dans le spectacle Marie-Thérèse Fortin chante Barbara.
Au petit écran, Marie-Thérèse Fortin a joué Françoise dans Le Monde de Charlotte et Un monde à part. Elle a joué dans Casino I et II, Temps dur, Jack Carter, Cover Girl, 4 et demi, L'Officier de la garde, Mémoires vives, Blanche et elle est Madame Barbara, la fidèle assistante de Sophie Paquin dans Les Hauts et les Bas de Sophie Paquin. Au cinéma, elle a joué dans Sans elle et Les Grandes Chaleurs de Sophie Lorain.
En plus de sa carrière artistique, Marie-Thérèse Fortin a parallèlement été directrice artistique du Théâtre du Trident à Québec de 1998 à 2003. En 2004, elle est nommée directrice artistique et codirectrice générale du Centre du Théâtre d'Aujourd'hui. Étant chargée des programmations chaque saison, elle met en place des résidences de deux ans pour les compagnies de la relève, offrant à ces compagnies une vitrine ainsi qu'un soutien administratif et financier. Elle présente entre autres les œuvres de Sarah Berthiaume, Simon Boulerice, Jennifer Tremblay , Olivier Kemeid, mais aussi de Christian Lapointe ou Fanny Britt. Pendant son mandat, elle supervise des travaux de rénovation et d'agrandissement du théâtre, avec notamment l'ajout d'une salle de répétition. En 2012, elle démissionne de la direction du Théâtre d'Aujourd'hui.
En 2013, elle reçoit le Mérite d’honneur en éducation pour souligner que dans le cadre de ses activités professionnelles, elle se distingue par son intérêt remarquable pour la qualité du français et son rôle d’ambassadrice de la langue française auprès des jeunes et des adultes.
Le 12 avril 2018, à l’occasion du Gala-bénéfice des Violons du Roy, elle interprète Barbara dans le cadre d’un récital original présenté en compagnie du pianiste Yves Léveillé et des Violons du Roy.
Elle a remporté des prix Gémeaux à trois reprises, et a été décorée Chevalier de l’Ordre des Arts et des Lettres. En 2002, lors d’un gala-bénéfice organisé par le YWCA de Québec, elle est nommée Femme de mérite, catégorie Arts et culture. 
Le 14 juin 2022, elle est nommée membre du Cercle d'honneur et de rayonnement du Conservatoire de musique et d'art dramatique du Québec.

## Filmographie

### Cinéma
- 2005 : Sans elle, de Jean Beaudin : Hélène
- 2006 : Roméo et Juliette, d'Yves Desgagnés : procureure de la couronne
- 2009 : Les Grandes Chaleurs, de Sophie Lorain : Gisèle Cloutier
- 2010 : Le Poil de la bête, de Philippe Gagnon : sœur Margot
- 2012 : Inch'Allah : mère de Chloé
- 2015 : Le Journal d'un vieil homme de Bernard Émond : Barbara
- 2016 : Le Fils de Jean de Philippe Lioret : Angie
- 2021 : Le bruit des moteurs de Philippe Grégoire: Johanne
- 2023 : Katak, the Brave Beluga : Perlette Macareux (Voix)
- 2023 : Ru de Charles-Olivier Michaud (en) : Jeannine[12]

### Télévision
- 1985-1988 : Le Village de Nathalie d'Ève Déziel et Jacques Michel : Mlle Bric-à-Brac
- 1989-1993 : Kim et Clip : Simone
- 1990-1995 : Sur la rue Tabaga : Mlle Débarbouillette
- 1990 : Desjardins : La Vie d'un homme, l'histoire d'un peuple (mini-série) : Imelda
- 1993 : Blanche, d’Arlette Cousture et Charles Binamé : Jacynthe Barbeau
- 1995 : Les grands procès (série télévisée) : Mélina Viau
- 1992-1995 : Scoop IV : Lise Gariépy (saison 4)
- 1994-2001 : 4 et demi…: Johanne Bérubé (saison 3, 4, 5, 6 et 7)
- 2000-2004 : Le Monde de Charlotte, de Richard Blaimert : Françoise Langevin
- 2003 : Les Aventures tumultueuses de Jack Carter : Lucie Clermont
- 2004-2006 : Un monde à part, de Richard Blaimert : Françoise Langevin
- 2004 : Temps dur, de Louis Choquette : Laure Pelletier
- 2005-2007 : L'Auberge du chien noir, de Christian Martineau et Yves Mathieu : Johanne Constantin
- 2005 : Cover Girl, de Louis Choquette : elle-même
- 2006-2008 : Casino : Maria Delucci
- 2006-2012 : Tout sur moi : elle-même
- 2006-2009 : Les Hauts et les Bas de Sophie Paquin : Barbara Blouin
- 2009-2013 : Tactik : France St-Cyr (saison 2, 3, 4, 5 et 6)
- 2005-2012 : La Promesse : Véronique Cormier (saison 7)
- 2013-2017 : Mémoires vives : Claire Hamelin
- 2015-2019 : Boomerang : Monique Bernier
- 2019 : Le Monstre : Mme Auclair, psychologue
- 2021: Virage : Christiane Lessard (saison 1)
- 2022 : Cerebrum : Paule Lachapelle (saison 2)
- 2021-2023: Les moments parfaits: Judith Côté

## Théâtre

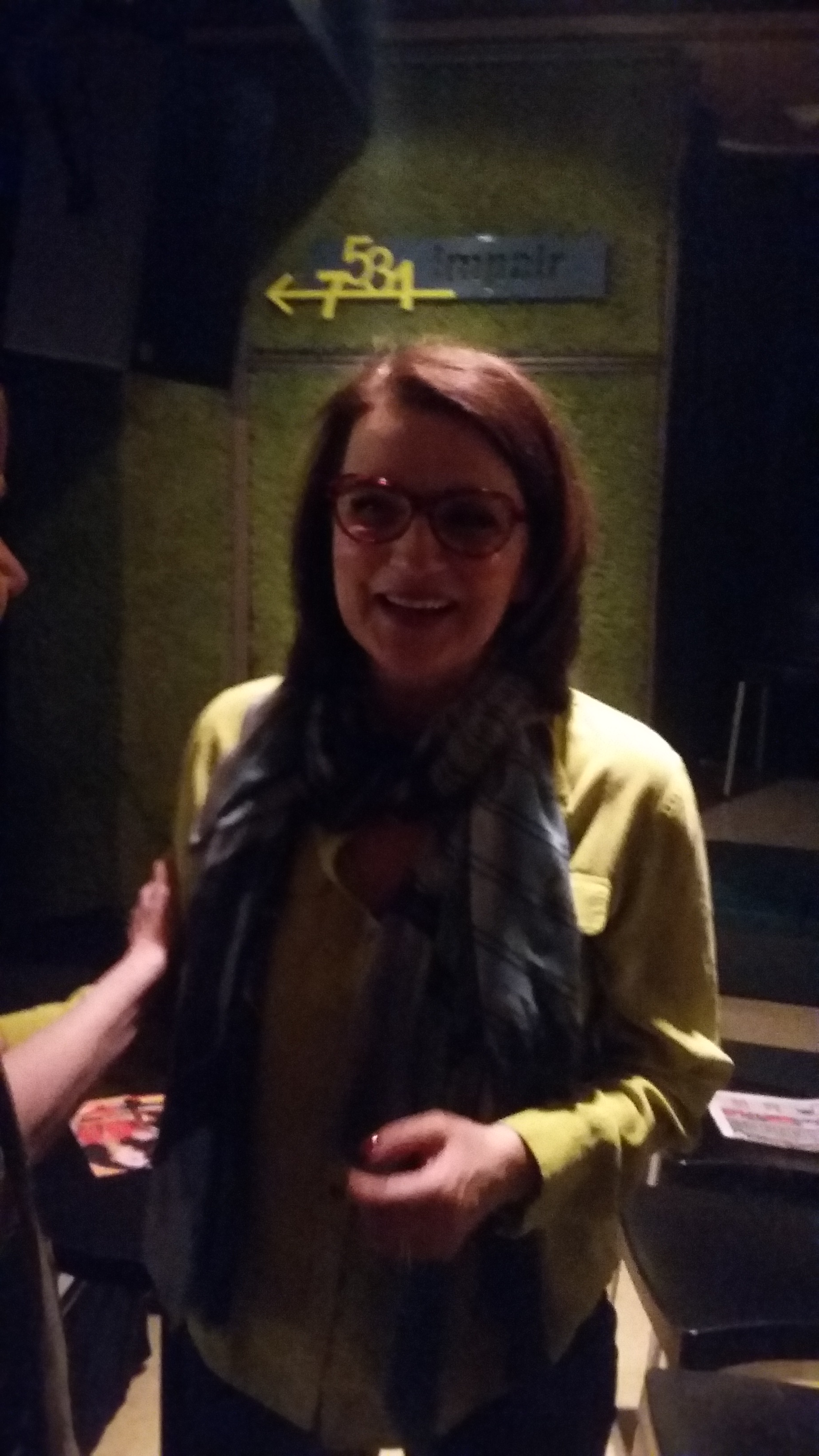
Marie-Thérèse Fortin au théâtre Outremont.

- 1989 : Duo pour voix obstinées, mise en scène: Denis Bernard / Prod.: Théâtre du Trident
- 1993 : Sainte-Carmen de la main, mise en scène: Lou Fortier / Prod.: Théâtre du Trident
- 1994 : Les Bonnes, mise en scène René Richard Cyr / Prod.: Théâtre du Trident
- 1995 : Le Songe d’une nuit d’été, mise en scène Robert Lepage / Prod.: Théâtre du Trident
- 1995 : Lucky Lady, mise en scène Michel Nadeau / Prod.: Théâtre Niveau Parking
- 1996 : Méphisto, mise en scène Serge Denoncourt / Prod.: Théâtre du Trident
- 1996 : Messe solennelle pour une pleine lune d’été, mise en scène Serge Denoncourt / Prod.: Théâtre du Trident
- 1997 : Agnès de Dieu, mise en scène Philippe Soldevila / Prod.: Théâtre de La Bordée
- 1998 : Andromaque, mise en scène Françoise Faucher / Prod.: Théâtre du Trident
- 1999 : Les Troyennes , mise en scène Wajdi Mouawad / Prod.: Théâtre du Trident
- 1998-2000 : Inventaires, mise en scène Collectif / Prod.: Théâtre Les Trois Sœurs
- 2002 : L’Officier de la garde, mise en scène Marie Gignac / Prod.: Théâtre du Trident
- 2008 : Élizabeth, roi d’Angleterre, mise en scène René Richard Cyr / Prod.: Théâtre du Nouveau Monde
- 2013 : Furieux et désespérés, mise en scène: Olivier Kemeid / Coprod.: Théâtre d’Aujourd’hui et Trois Tristes Tigres
- 2013 : Le Balcon, mise en scène: René Richard Cyr / Prod.: Théâtre du Nouveau Monde
- 2010-2014 : Belles-sœurs, mise en scène: René Richard Cyr / Prod.: Théâtre d’Aujourd’hui
- 2013-2014 : L’Homme Atlantique (et la maladie de la mort), mise en scène Christian Lapointe / Prod.: Théâtre Péril
- 2017 : Extramoyen , mise en scène Daniel Brière / Prod.: NTE
- 2019 : La Queen’s, mise en scène Fernand Rainville / Prod.: La Manufacture
- 2019 : KNOCK, mise en scène Daniel Brière / Prod.: Théâtre du Nouveau Monde
- 2018-2019-2020 : La Détresse et l’enchantement, mise en scène Olivier Kemeid / Prod.: Théâtre du Trident
- 2021-2023 Les filles du Saint-Laurent / Anne Tremblay / mise en scène Alexia Bürger / Prod.: Centre du Théâtre d’Aujourd’hui
- 2022-2023 : Verdict / Michel-Maxime Legault / Prod.: Les Agents Doubles Productions

## Mises en scène
- 1997 Moulins à paroles / Prod.: Théâtre Niveau Parking
- 2004-2005 L’Aigle à deux têtes / Coprod.: Théâtre Denise-Pelletier et Théâtre de La Bordée
- 2007 Des Yeux de verre / Prod.: Théâtre d’Aujourd’hui
- 2010 La Liste / Prod.: Théâtre d’Aujourd’hui
- 2016 La Liste de mes envies / Prod.: Juste pour rire
- 2018 L’Éducation de Rita / Prod.: Théâtre du Rideau Vert
- 2024: Michelin / Coprod.: Théâtre du Trident, le Grand Théâtre de Québec, le Théâtre de la Marée Haute et le Théâtre du Tandem

## Musique

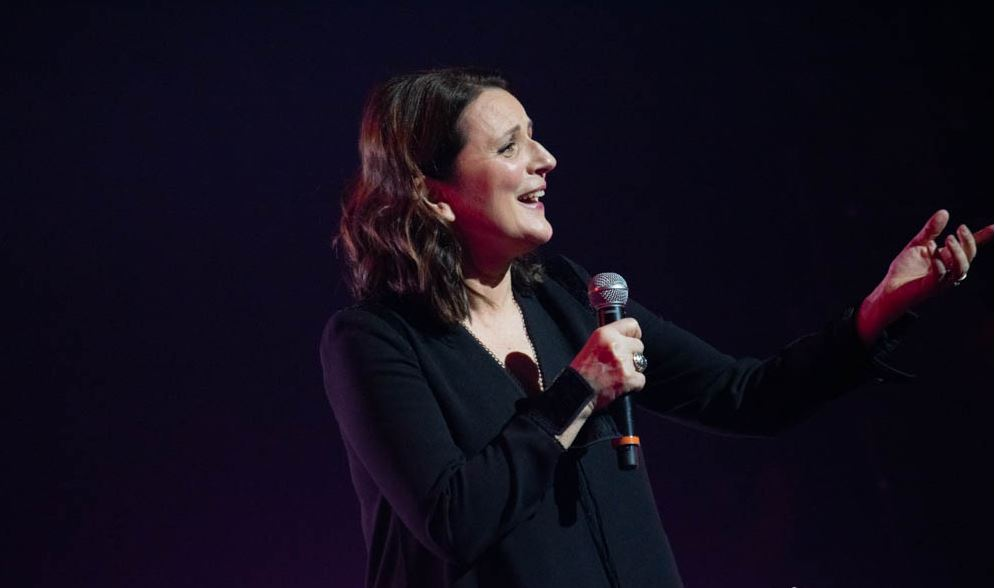
La nuit de la déprime, 21 janvier 2020 au théâtre Saint-Denis à Montréal

2010-2014 : Belles-sœurs, mise en scène: René Richard Cyr / Prod.: Théâtre d’Aujourd’hui
2010 : Album musical Belles-Sœurs
2015-2019: Piaf a 100 ans. Vive la môme!
2015 : Piaf a 100 ans. Vive la môme! : Concert Symphonique OSM
2017 : Le Fleuve : 8e édition du Festival Québec en toutes lettres
2018: Marie-Thérèse Fortin chante Barbara

## Distinctions

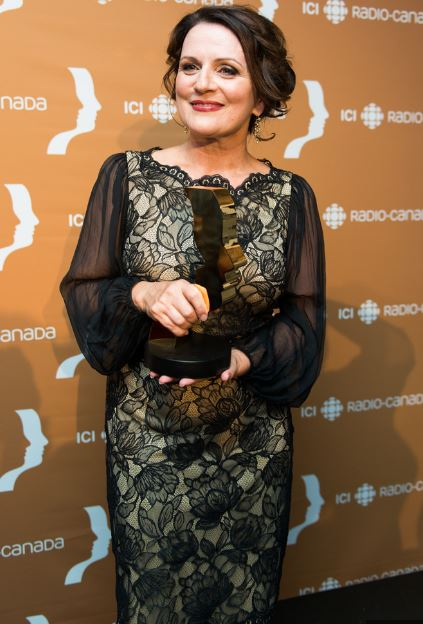
Marie-Thérèse Fortin lors du 28e Gala des prix Gémeaux, septembre 2013

- 1986 Prix Nicky-Roy : Jeune espoir à Québec Calamity Jane[13]
- 1990 Prix Paul Hébert : Meilleure performance au théâtre à Québec Duo pour voix obstinées[14]
- 2001 Gémeaux: Meilleur premier rôle féminin: Téléroman Le Monde de Charlotte[15]
- 2002 Gémeaux: Meilleur premier rôle féminin: Téléroman Le Monde de Charlotte[15]
- 2001 Chevalier de l’Ordre des Arts et des Lettres
- 2002 Femme de mérite dans la catégorie Arts et culture: Gala bénéfice organisé par le YWCA de Québec
- 2005 Médaille de l'Assemblée nationale[16]
- 2006 Gémeaux : Meilleur premier rôle féminin: Téléroman Un monde à part[15]
- 2008 Gascon Roux : Prix du public Meilleure interprétation rôle féminin Élizabeth, roi d’Angleterre
- 2013 Mérite d’honneur en éducation : Prix du Conseil pédagogique interdisciplinaire du Québec[13]
- 2013 Gémeaux : Meilleur premier rôle féminin: Téléroman Mémoires vives[15]
- 2014 Gémeaux : Meilleur premier rôle féminin: Téléroman Mémoires vives[15]
- 2015 Nomination Gémeaux : Meilleur premier rôle féminin: Série dramatique annuelle Mémoires vives[15]
- 2016 Nomination Gémeaux : Meilleur premier rôle féminin: Série dramatique annuelle Mémoires vives[15]
- 2016 Gémeaux : Meilleur rôle de soutien féminin: Boomerang[15]
- 2017 Nomination Gémeaux : Meilleur premier rôle féminin: Série dramatique annuelle Mémoires vives[15]
- 2018 Nomination Gémeaux : Meilleur rôle de soutien féminin: Boomerang[15]
- 2017-2018 Nomination Prix de la critique (AQCT): Interprétation féminine La Détresse et l’enchantement
- 2020 Nomination Gémeaux:  Meilleur rôle de soutien féminin: comédie Boomerang[13]
- 2022 Membre du Cercle d'honneur et de rayonnement du Conservatoire de musique et d'art dramatique du Québec[17]

## Activités connexes
2021: L'Histoire du Soldat (de Stravinsky) / Narratrice / Prod.: Orchestre Symphonique de Montréal
2018: La Petite Poule d’Eau (de Gabrielle Roy) / Narratrice / Réal.: Sylvie Lavoie / Prod.: Radio-Canada
2018: Le Cortège (court-métrage d’animation) / Nathalie (VHC) / Réal.: Pascal Blanchet et Sylvain Charbonneau / Prod.: ONF
2004-2012: Directrice artistique / Théâtre d’Aujourd’hui
1997-2003: Directrice artistique / Théâtre du Trident 